# فرانك دبليو. هاكيت
فرانك دبليو. هاكيت (بالإنجليزية: Frank W. Hackett)‏ هو محامي أمريكي، ولد في 11 أبريل 1841، وتوفي في 10 أغسطس 1926.